# Szekeres Klára
Csiszár-Szekeres Klára (Békéscsaba, 1987. december 1. –) magyar válogatott kézilabdázó, átlövő.

## Élete
A békéscsabai 2. Számú Általános Iskolában kapta meg a sportág alapjait, majd már fiatalon az Előréhez került. A csapat kezdőtagja lett 2004-től, amikor is a gárda döntően fiatalokkal vívta ki az első osztályba való visszakerülést. 2011-ben az Érdhez szerződött.
Első válogatott mérkőzését a Pannon-kupán játszotta, majd részt vett a 2009-es női kézilabda-világbajnokságon is, amelyet Kínában rendeztek.
2016 márciusától a válogatott csapatkapitánya lett.
A 2020–2021-es idényben bajnoki aranyérmet szerzett a Ferencvárossal.